# Tunnel Eichelberg

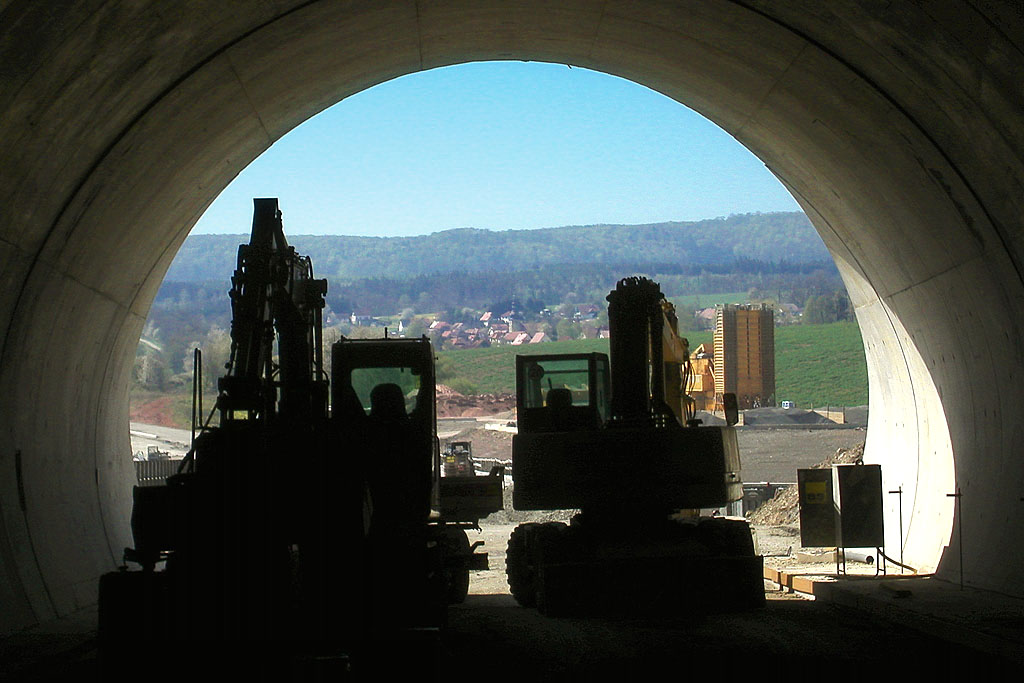
Südportal

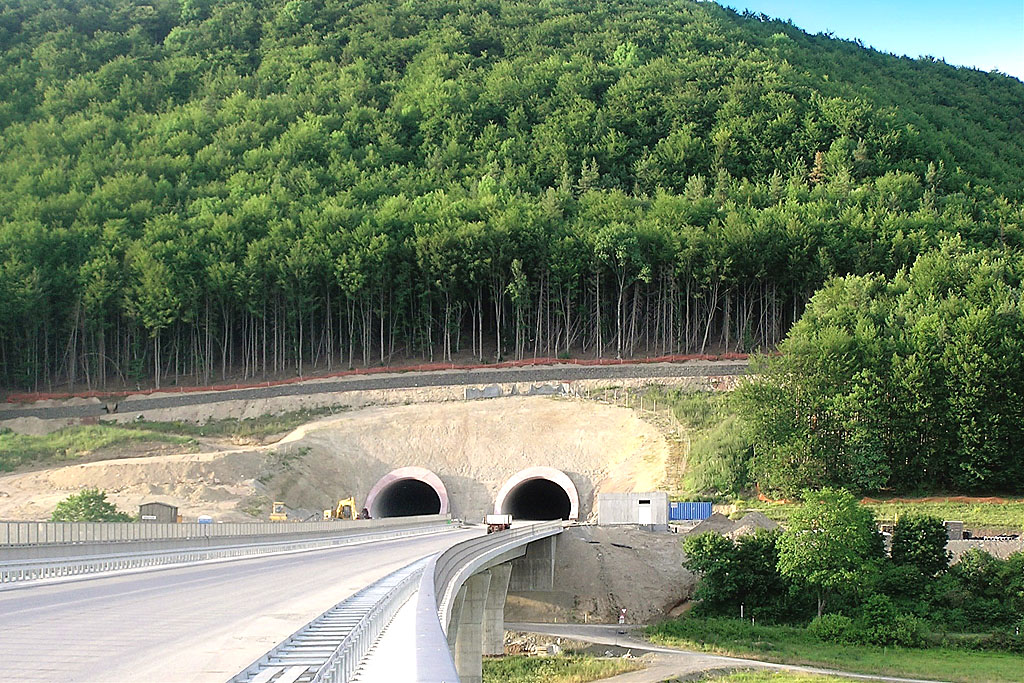
Eichelbergtunnel / Jüchsentalbrücke

Der Tunnel Eichelberg ist mit 1097 m / 1123 m nach dem Tunnel Rennsteig, dem Tunnel Berg Bock sowie dem Tunnel Schmücke der viertlängste Tunnel der Bundesautobahn 71. Im Jahr 2018 betrug das durchschnittliche Verkehrsaufkommen rund 16.500 Fahrzeuge pro Tag, davon rund 2.300 Schwerlastverkehr.
Zwischen den Anschlussstellen Meiningen-Süd und Rentwertshausen unterquert er das zwischen den Ortschaften Einhausen und Ritschenhausen gelegene Naturschutzgebiet Eichelberg. Am Südportal führt die Autobahntrasse direkt auf die Talbrücke Jüchsen. Der Baubeginn war im Mai 2003. Der Tunneldurchschlag erfolgte am 15. März 2004. Die Übergabe war am 17. Dezember 2005 mit der Eröffnung des Autobahnabschnitts Meiningen-Süd – Bad Kissingen. Die Investitionssumme belief sich auf 48 Millionen Euro.

## Konstruktion
Beide Röhren besitzen ein Maulprofil, die Längen betragen bei der Fahrtrichtung Erfurt (Oströhre) 1.097 m und bei der Fahrtrichtung Schweinfurt (Weströhre) 1123 m. Der Abstand zwischen den Röhren beträgt etwa 25 m. Jede Röhre hat eine Lichtraumbreite von 9,5 m und eine Lichtraumhöhe von 4,5 m. Diese besitzen zwei 3,5 m breite Fahrstreifen, Randstreifen von 0,25 m beidseitig Notgehwege von 1,0 m Breite, 1 Pannenbucht sowie 3 Querstollen zur anderen Richtungsfahrbahn. Der Tunnelbau erfolgte mit bergmännischen Sprengvortrieb und Spritzbetonausbau nach der neuen österreichischen Tunnelbauweise. Das Ausbruchsvolumen belief sich auf 167.000 m³. Die Belüftung der Röhren erfolgt in Längsrichtung durch Strahlventilatoren. 
Der Sicherheitsstandard entspricht dem des Rennsteigtunnels. Jede Tunnelröhre besitzt im Abstand von 150 m sieben geschlossene Notrufnischen mit Kamera und Feuerlöscher, beide Röhren sind alle 300 m mit Brandschutztüren versehenen Querstollen verbunden. 41 Videokameras überwachen den Verkehr und LED-Bodenbeleuchtung erleichtert die Orientierung.